# Cantone di Vertus-Plaine Champenoise
Il Cantone di Vertus-Plaine Champenoise è una divisione amministrativa dell'Arrondissement di Épernay.
È stato costituito a seguito della riforma approvata con decreto del 21 febbraio 2014, che ha avuto attuazione dopo le elezioni dipartimentali del 2015.

## Composizione
Comprende i 63 comuni di:
- Allemanche-Launay-et-Soyer
- Anglure
- Angluzelles-et-Courcelles
- Athis
- Bagneux
- Bannes
- Baudement
- Bergères-lès-Vertus
- Broussy-le-Grand
- La Celle-sous-Chantemerle
- Chaintrix-Bierges
- Chaltrait
- La Chapelle-Lasson
- Clamanges
- Clesles
- Conflans-sur-Seine
- Connantray-Vaurefroy
- Connantre
- Corroy
- Courcemain
- Écury-le-Repos
- Esclavolles-Lurey
- Étréchy
- Euvy
- Faux-Fresnay
- Fère-Champenoise
- Germinon
- Gionges
- Givry-lès-Loisy
- Gourgançon
- Granges-sur-Aube
- Loisy-en-Brie
- Marcilly-sur-Seine
- Marigny
- Marsangis
- Le Mesnil-sur-Oger
- Moslins
- Oger
- Ognes
- Pierre-Morains
- Pleurs
- Pocancy
- Potangis
- Rouffy
- Saint-Just-Sauvage
- Saint-Mard-lès-Rouffy
- Saint-Quentin-le-Verger
- Saint-Saturnin
- Saron-sur-Aube
- Soulières
- Thaas
- Trécon
- Val-des-Marais
- Vélye
- Vert-Toulon
- Vertus
- Villeneuve-Renneville-Chevigny
- Villers-aux-Bois
- Villeseneux
- Villiers-aux-Corneilles
- Voipreux
- Vouarces
- Vouzy